# Jacob Pontus von Wulffschmidt
Jacob Pontus von Wulffschmidt född 22 november 1730, död 15 juni 1789, var en svensk furir, tecknare och målare.
Han var son till löjtnanten Frans Carl von Wulffschmidt och Helena Margareta Svenske och från 1757 gift med Margareta Elisabet Scharpf. Wulffschmidt var furir vid Bohusläns dragonregemente och tog avsked 1758. Han var därefter verksam med experiment och uppfinningar av ändamålsenliga lantbruksmaskiner och redskap för jordbruket. Han beviljades ett femtioårigt privilegium för sina konstruktioner som han sålde i form av små trämodeller. När det visade sig att det blev för kostsamt att tillverka trämodellerna övergick han till att utföra dem som färglagda teckningar som även försågs med tryckta beskrivningar och instruktioner. Hans teckning Bondestolpe (stöd för bonden) trycktes i tre exemplar av yrkesboktryckare medan de övriga trycktes av Wulffschmidt efter att han skurit typerna i trä vilket saknar motstycke bland andra 1700-tals tryck.